# Zézinho (football, 1930)
Pour les articles homonymes, voir Zezinho.
José Gouveia Martins, plus communément appelé Zézinho, est un footballeur portugais né le 6 mars 1930 à Montijo et mort le 30 août 2015 dans la même ville. Il évoluait aux postes de défenseur central et de milieu central.

## Biographie
Il commence sa carrière au CD Montijo de 1950 à 1952.
Il passe ensuite le reste de sa carrière au Benfica Lisbonne de 1952 à 1960.

## Carrière
- 1950-1952 :  CD Montijo
- 1952-1960 :  Benfica Lisbonne[1]

## Palmarès
Avec le Benfica Lisbonne :
- Champion du Portugal en 1955, 1957 et 1960
- Vainqueur de la Coupe du Portugal en 1953, 1955, 1957 et 1959
- Finaliste de la Coupe Latine en 1957